# Brădești, Dolj
Brădești este satul de reședință al comunei cu același nume din județul Dolj, Oltenia, România. Se află în partea de nord a județului, pe malul stang al Jiului, la o distanta de aproximativ 25 km de Craiova.

## Personalități
- Ristea Priboi (n. 1947), ofițer de Securitate, om politic